# Indigofera polysphaera
Indigofera polysphaera är en ärtväxtart som beskrevs av John Gilbert Baker. Indigofera polysphaera ingår i släktet indigosläktet, och familjen ärtväxter. Inga underarter finns listade i Catalogue of Life.